# Dilvish le Damné

Dilvish le Damné (titre original : Dilvish, the Damned) est un recueil de nouvelles de fantasy écrit par Roger Zelazny publié en 1982 aux États-Unis et en mars 2011 en France par les éditions Denoël dans la collection Lunes d'encre. Il est composé en version originale de onze nouvelles qui furent préalablement publiées séparément. L'édition française ajoute à ces nouvelles le roman Terre mouvante (titre original : The Changing Land) qui clôture l'histoire.
Dilvish le Damné a été nommé au prix Locus du meilleur recueil de nouvelles d'un auteur unique en 1983.

## Contenu
- La Route de Dilfar, 2011 ((en) Passage to Dilfar, 1965)
- La Ballade de Thélinde, 2011 ((en) Thellinde's Song, 1965)
- Les Cloches de Shoredan, 2011 ((en) The Bells of Shoredan, 1966)
- Merytha et son chevalier, 2011 ((en) A Knight for Merytha, 1967)
- La Carte de Souffrance, 2011 ((en) The Places of Aache, 1979)
- La Cité divisée, 2011 ((en) A City Divided, 1970)
- La Bête des neiges, 2011 ((en) The White Beast, 1979)
- La Tour de glace, 2011 ((en) Tower of Ice, 1981)
- Le Démon et la Danseuse, 2011 ((en) Devil and the Dancer, 1979)
- Le Jardin de sang, 2011 ((en) Garden of Blood, 1979)
- Dilvish le damné, 2011 ((en) Dilvish, the Damned, 1982)
- Terre mouvante, 2011 ((en) The Changing Land, 1981)